# St. Saturnius (Tannheim)
Das „St. Saturnius“ – Ehemaliges „Gasthaus zum Hirsch“ befindet sich an der  Hauptstraße 32 in Tannheim im Landkreis Biberach in Oberschwaben. 

## Beschreibung
Das ehemalige „Gasthaus zum Hirsch“, das nach Umbauten und Sanierungen für gewerbliche Zwecke genutzt wurde, hat seine Wurzeln im späten 17. oder frühen 18. Jahrhundert. Der giebelständige Teil des Gebäudes zur Hauptstraße hin ist bereits auf einer alten Flurkarte aus etwa 1725 verzeichnet. In der Mitte des 20. Jahrhunderts erhielt das Gasthaus einen Anbau nach Süden, der im Obergeschoss einen großzügigen Saal beherbergte. In diesem Saal fanden über viele Jahre hinweg zahlreiche Hochzeiten, Faschingsbälle und Theateraufführungen statt.
Beschrieb im Güterbuch von 1862: „ein zweistockiges theils massives theils geriegeltes Wohn- und Wirtschaftsgebäude mit realer Tafern „Brennerey und Bräuerey Gerechtigkeit zum Hirsch“ mit 4 gewölbten Kellern, angebautem Brauhaus und Metzig unter Ziegeldach unten im Dorf…“
Seit 2015 dient das Gebäude unter dem Namen „Blaues Haus“ als Gemeinschaftsunterkunft des Landkreises zur Aufnahme von Flüchtlingen.